# Noia al piano
Noia al piano (o L'obertura de Tannhäuser) és una pintura a l'oli sobre llenç realitzada en 1869 pel pintor Paul Cézanne. Es conserva en l'Ermitage de Sant Petersburg.
La pintura mostra a una jove (la seva germana) asseguda al piano, mentre una dona major (la seva mare) cus al seu costat. El pintor va voler retre homenatge a Richard Wagner, a qui admirava profundament, citant en el títol a Tannhäuser, l'òpera creada pel compositor alemany representada a París per primera vegada en 1861.
Es representa una escena intimista, hogareña, en la qual apareixen elements de Jas de Bouffan, la casa estiuenca que el pare del pintor va adquirir una dècada abans. De fet, la butaca apareix en altres obres d'aquesta època, com a Retrat de Louis-Auguste Cézanne, pare de l'artista, llegint 'l'Evénement.